# Газопереробний завод Ланг-Ланг
Газопереробний завод Ланг-Ланг — елемент нафтогазової інфраструктури Австралії, розташований на південному сході країни.
Завод ввели в дію у 2006 році для роботи з продукцією офшорного родовища Йолла, ресурс від якого подали по трубопроводу Йолла – Ланг-Ланг. У процесі підготовки здійснюють вилучення діоксиду вуглецю та сірководню і провадять розділення сировини на газ, конденсат, бутан та пропан. Потужність заводу становить 1,86 млн м3 газу на добу.
Товарний газ видають по перемичці довжиною 35 кілометрів та діаметром 250 мм до Пакенхему на трасі трубопроводу Лонгфорд – Мельбурн. Також від Пакенхему є перемичка до вихідної компресорної станції газопроводу Мельбурн – Мумба-Сідней.
Конденсат, пропан та бутан вивозять автотранспортом.